# Coll de Mas d'en Baconer
El Coll de Mas d'en Baconer és una serra situada al municipi de Tivissa a la comarca de la Ribera d'Ebre, amb una elevació màxima de 379 metres.